# Ubiedrze
Ubiedrze (deutsch Ubedel) ist ein Dorf in der Woiwodschaft Westpommern in Polen. Das Dorf gehört zur Gmina Bobolice (Stadt- und Landgemeinde Bublitz) im Powiat Koszaliński (Kösliner Kreis).

## Geographische Lage
Das Dorf liegt in Hinterpommern, etwa 145 km nordöstlich von Stettin und etwa 8 km nordwestlich der Stadtmitte von Bublitz. Es liegt erhöht am rechten Ufer des  Flüsschens Gotzel, das von Bublitz im Süden kommend nach Norden bis zur Einmündung in die Radüe fließt. 

## Geschichte
Aus vorgeschichtlicher Zeit stammt ein Burgwall auf einem Hügel am steil anfallenden Ufergelände der Gotzel. Der Archäologe Adolf Stubenrauch berichtete (1893) über „eine große Anzahl wendischer Scherben, die dort in den Gärten und Höfen des Dorfes frei umher liegen“ und über eine kleine prähistorische Sammlung, die aus mehreren aus Ubedel stammenden Fundstücken bestand.
In Ludwig Wilhelm Brüggemanns Ausführlicher Beschreibung des Königlich-Preußischen Herzogtums Vor- und Hinterpommern (1784) ist Ubedel unter den Dörfern des Amtes Bublitz im Fürstentum Cammin aufgeführt. Ubedel lag damals „auf der Landstraße von Bublitz nach Cößlin und Zanow“. In Ubedel gab es zehn Bauern, einen Schmied, der zugleich Krüger war, und einen Büdner, insgesamt zwölf Haushalte („Feuerstellen“). Acht Bauern aus Ubedel hatten bei dem zum Amt gehörenden Vorwerk Schloßkämpen Dienste zu leisten. Die Einwohner von Ubedel waren verpflichtet, in der zum Amt gehörenden Bevenhusenschen Wassermühle mahlen zu lassen („Zwangsmahlgäste“).
Im Jahre 1817 wurde bei Ubedel an der Gotzel eine Wassermühle angelegt. Im 19. Jahrhundert stieg die Einwohnerzahl von 336 Einwohnern im Jahre 1843 rasch auf 497 Einwohner um 1865. Ebenfalls um 1865 wurden in Ubedel 58 Pferde, 83 Rinder, 776 Schafe, 63 Schweine und 10 Ziegen gezählt. 
Ab dem 19. Jahrhundert gab es in Ubedel viele Altlutheraner. Nach der 1845 erfolgten staatlichen Anerkennung der evangelisch-lutherischen (altlutherischen) Kirche wurde 1847 eine eigene Kirchengemeinde der Altlutheraner in Ubedel anerkannt, zu der auch zwei Zweigverbände in Seefeld (ebenfalls im Kreis Fürstenthum) und in Versin (im Kreis Rummelsburg) gehörten. Um 1865 waren 78 der Einwohner von Ubedel Mitglieder dieser altlutherischen Gemeinde. 
Bei der im Jahre 1872 erfolgten Aufteilung des Kreises Fürstenthum kam Ubedel zum Kreis Bublitz. Im Jahre 1910 zählte die Landgemeinde Ubedel 419 Einwohner, im Jahre 1925 416 Einwohner in 89 Haushaltungen. Die Landgemeinde Ubedel kam 1932 bei der Auflösung des Kreises Bublitz zum Kreis Köslin. Neben Ubedel bestanden in der Gemeinde die Wohnplätze Forsthaus Schloßkämpen, Grünhof, Johannesthal, Lindenhof, Louisenhof, Mühle, Rosenhof und Schloßkämpen.
1945 kam Ubedel, wie ganz Hinterpommern, an Polen. Die Bevölkerung wurde vertrieben und durch Polen ersetzt. Ubedel erhielt den polnischen Ortsnamen „Ubiedrze“. Heute gehört der Ort zur Gmina Bobolice (Stadt- und Landgemeinde Bublitz), in der er ein eigenes Schulzenamt bildet.